# Epiclerus
Epiclerus is een geslacht van vliesvleugeligen uit de familie Tetracampidae. De wetenschappelijke naam van dit geslacht is voor het eerst geldig gepubliceerd in 1844 door Haliday.

## Soorten
Het geslacht Epiclerus omvat de volgende soorten:
- Epiclerus acutus Boucek, 1993
- Epiclerus agromyzae (Risbec, 1951)
- Epiclerus alahanensis Doganlar, 2003
- Epiclerus aligherini (Girault, 1926)
- Epiclerus australiensis (Girault & Dodd, 1915)
- Epiclerus cubensis Yoshimoto, 1978
- Epiclerus dlabolai Boucek, 1958
- Epiclerus femoralis Walker, 1872
- Epiclerus guemenekus Doganlar, 2003
- Epiclerus haeckeli (Girault, 1913)
- Epiclerus indicus (Mani, 1971)
- Epiclerus keralensis Narendran, 2005
- Epiclerus longicornis Boucek, 1988
- Epiclerus nearcticus Yoshimoto, 1978
- Epiclerus nomocerus (Masi, 1934)
- Epiclerus panyas (Walker, 1839)
- Epiclerus plectroniae (Risbec, 1952)
- Epiclerus temenus (Walker, 1839)
- Epiclerus tokatus Doganlar, 2003